# Hellmut von der Chevallerie

Das Wappen aller Hugenotten-Adelsfamilien Chevallerie

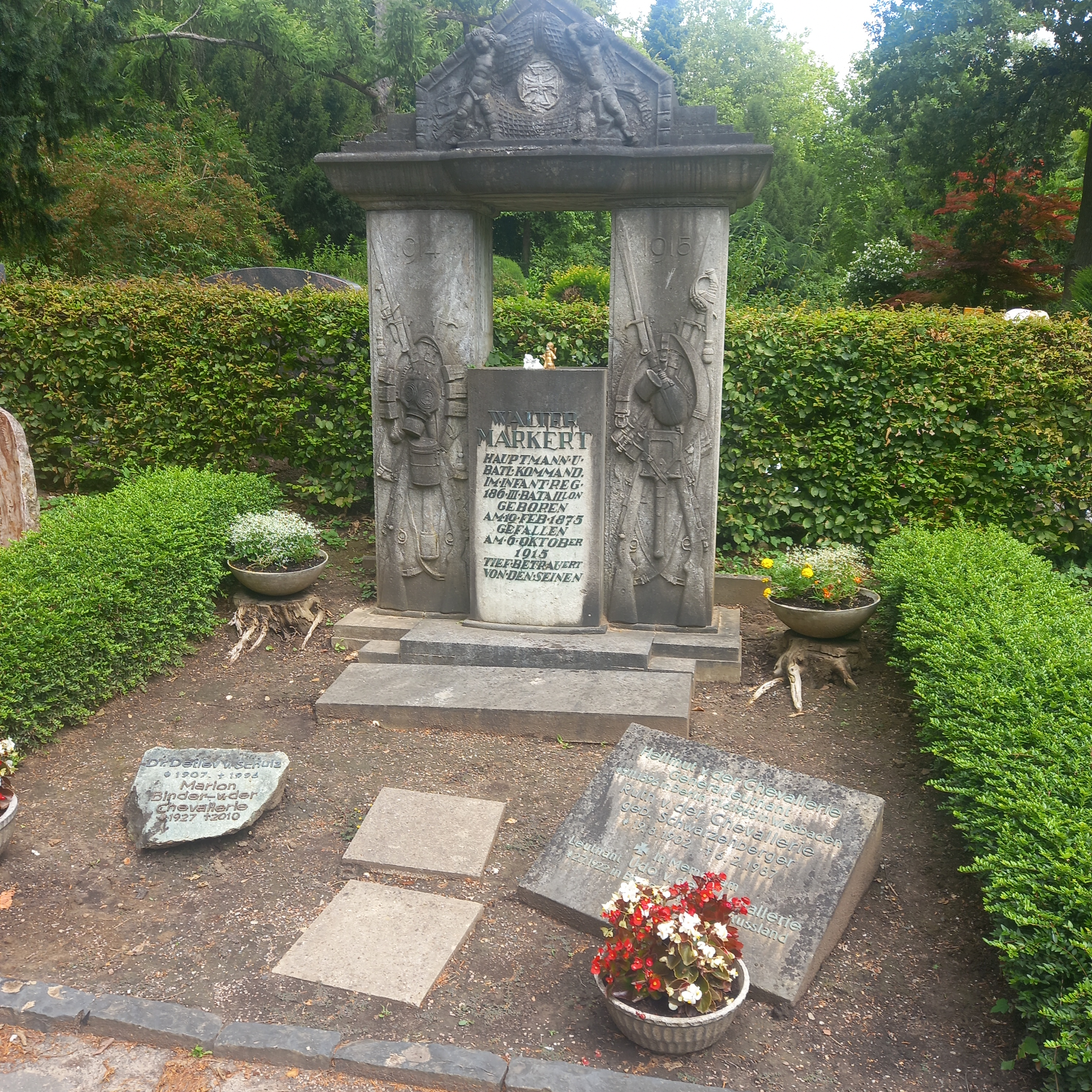
Grab Hellmut von der Chevallerie und seiner Ehefrau Ruth geborene Schwarzenberger auf dem Südfriedhof (Wiesbaden)

Hellmut von der Chevallerie (* 9. November 1896 in Berlin; † 1. Juni 1965 in Wiesbaden) war deutscher Generalleutnant im Zweiten Weltkrieg.
Hellmut entstammte dem alten Hugenotten- und Adelsgeschlecht der Chevallerie, das 1660 nach Preußen kam.
Chevallerie trat nach dem Beginn des Ersten Weltkriegs als Freiwilliger am 4. August 1914 in das Ersatz-Bataillon des Garde-Grenadier-Regiments Nr. 5 ein. Nach britischer Kriegsgefangenschaft kehrte er im November 1918 in seine Heimat zurück und schloss sich dem Freiwilligen Garde-Grenadier-Bataillon des Freikorps Hindenburg an. Im Mai 1920 erfolgte seine Übernahme in die Vorläufige Reichswehr.
Während des Zweiten Weltkriegs war Chevallerie u. a. Kommandeur der 13. Panzer-Division und wurde mit dem Deutschen Kreuz in Gold sowie am 30. April 1943 mit dem Ritterkreuz des Eisernen Kreuzes ausgezeichnet.